# Hodgkinson River
Der Hodgkinson River ist ein Fluss im Nordosten des australischen Bundesstaates Queensland. Er liegt in der Region Far North Queensland.

## Geographie

### Flusslauf
Der Fluss entspringt rund 90 Kilometer westlich von Cairns in den Atherton Tablelands, einem Teil der Great Dividing Range. Er fließt in vielen Mäandern nach Nordwesten und mündet zwischen den Siedlungen Hurricane und Karma Waters in den Mitchell River.

### Nebenflüsse mit Mündungshöhen
Der Hodgkinson River hat folgende Nebenflüsse:
- Little River – 342 m
- Branch Creek – 332 m
- East Hodgkinson River – 285 m